# Daniel Toledo

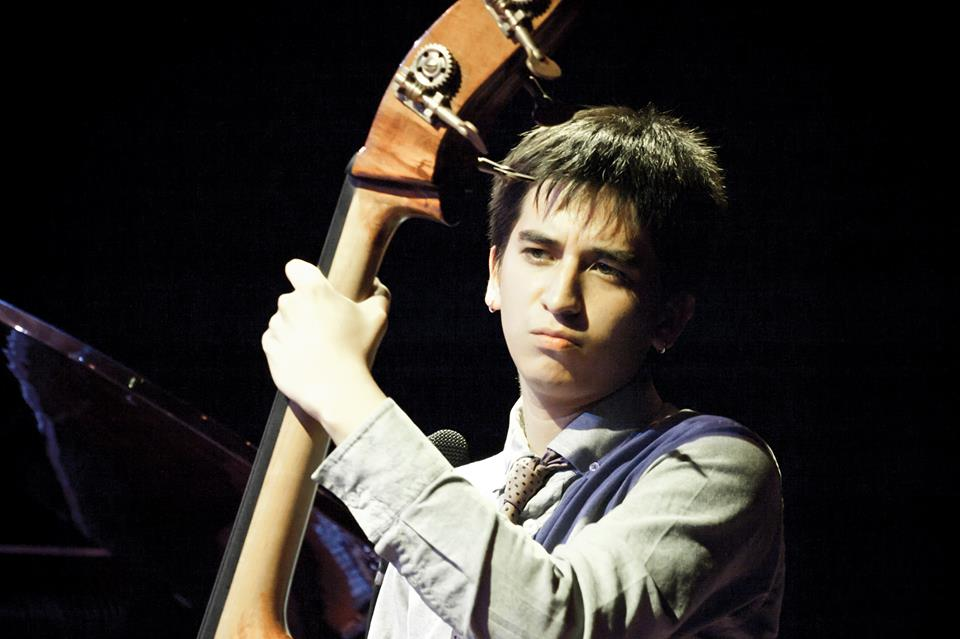
Daniel Toledo (2016)

José Daniel Toledo Cajiao (* 11. Juni 1991 in Quito) ist ein ecuadorianischer Jazzmusiker (Kontrabass, auch E-Bass, Komposition).

## Leben und Wirken
Toledo spielte bereits früh auf verschiedenen Bühnen seiner Heimatstadt, zunächst auf dem E-Bass, um sich dann auf den Kontrabass zu konzentrieren. Nach dem Gewinn des Wettbewerbs Jazz Envoys 2010 nahm er an einem Workshop von Jamey Aebersold teil und trat im Kennedy Center in Washington, D.C. auf. Er studierte zunächst an der Universidad San Francisco de Quito, wo er bereits als Jungstudent mit 13 Jahren eine erste Ausbildung erhielt. Dann absolvierte er in Valencia am Berklee College of Music den Masterstudiengang.
2013 gründete Toledo sein Trio mit Piotr Orzechowski und Joshua Wheatley, mit dem er 2014 sein Debütalbum Elapse aufnahm. 2017 veröffentlichte er unter dem Titel Atrium sein zweites Trio-Album mit Piotr Orzechowski und Paul Svanberg beim polnischen Label For Tune Productions. 2018 gründet er ein Quartett mit Piotr Orzechowski, Kuba Więcek und Michał Miśkiewicz, mit denen das Album Fletch (2020) für das polnische Label Audio Cave entstand, das gleichfalls positive Rezensionen erhielt und in Polen vorgestellt wurde. Weiterhin hat er mit Musikern wie Ted Lo, John Blackwell, Perico Sambeat, Victor Mendoza und Yoron Israel gearbeitet. Er ist auch auf Alben von Rocola Bacalao, Ricardo Curto, Stephen McHale und Jesse Bell zu hören.
Toledo ist Vollzeitprofessor an der Universidad San Francisco de Quito und unterrichtet Bass und Ensembles; er hat Workshops in Südamerika, Nordamerika, Asien und Europa geleitet.